# Евгеньев-Шептицкий, Евгений Адольфович
Евгений Адольфович Евгеньев (-Шептицкий) (1897—1939) — ответственный сотрудник НКВД СССР периода Большого террора, майор государственной безопасности (1937). Расстрелян в 1939 году. Признан не подлежащим реабилитации. 

## Биография
Родился в еврейской семье рабочего-шапочника.
Получил низшее образование, окончил 4-х классное городское училище.
С 1914 года печатник типографии в Полтаве.
Состоял в  РСДРП(и) c июня 1917 г., с того же года до 1921 г. в Красной армии, участвовал в Гражданской войне на Украине. Противостоял интервентам и гайдамакам, после захвата Полтавы судим немецким военно-полевым судом, из заключения освобождён красными партизанами. Сражался с войсками атамана С. В. Петлюры под Белгородом и Харьковом. В апреле 1919 г. на фронте против восставших банд атамана Н. А. Григорьева в Александрии и Кременчуге. В том же году в составе 5-й стрелковой дивизии воюет против войск Армии Юга России генерала А. И. Деникина. Потом занимался ликвидацией бандитизма на Правобережной Украине.
С 1919 г. служил в военных трибуналах, а с 1921 г. — в органах ВЧК-ГПУ-НКВД.
С января 1927 г. до октября 1929 г. служит начальником контр-разведывательного отделения Киевского окружного отдела ГПУ. Вместе с группой следователей полномочного представительства ОГПУ по Северо-Кавказскому краю и ГПУ УССР занимался фальсификацией «Шахтинского дела». Награждён за это орденом Красного Знамени по ходатайству В. Р. Менжинского в Политбюро ЦК ВКП(б).
Затем состоял помощником, а с ноября 1929 г. заместителем начальника секретно-оперативной части и помощником начальника 23-го Каменец-Подольского пограничного отряда ОГПУ.
С августа 1930 г. помощник начальника 9-го отделения Контрразведывательного отдела ОГПУ СССР. С сентября 1930 г. по июнь 1931 г. оперативный уполномоченный 2-го отделения Особого отдела ОГПУ СССР, в дальнейшем сотрудник для особых поручений Особого отдела, оперативный уполномоченный 3-го отделения Особого отдела ОГПУ СССР.
На 20 декабря 1932 г. состоял помощником начальника отделения Особого отдела ОГПУ СССР.
С января по сентябрь 1933 заместитель начальника политического отдела Армавирской МТС. Потом был начальником 3-го отдела Дмитлага, 13 июля 1935 г. назначен помощником начальника Дмитровского ИТЛ НКВД. Уже 3 ноября того же года назначен начальником 3-го отдела Волжского ИТЛ НКВД. 7 июня 1936 г. освобождён от должности с зачислением в резерв Отдела кадров НКВД СССР. С 7 октября того же года работает заместителем начальника 6-го отделения Экономического отдела ГУГБ НКВД СССР, с 25 декабря помощник начальника Оперативного отдела ГУГБ. С 11 июля 1937 года заместитель начальника 2-го (Оперативного) отдела ГУГБ. Принимал участие в «следствии» ряда сфабрикованных дел по линии ГУГБ НКВД СССР, в ч-сти, в следствии по делу арестованных чекистов Л. М. Заковского, Н. Е. Шапиро-Дайховского, В. С. Никоновича и др. летом 1938 г., и применении недозволительных методов физического воздействия на арестованных.
С 4 сентября 1938 года начальник строительства 210 и ИТЛ, где заключённые занимались строительством дороги стратегического назначения Черкассы — Котюжаны в Киевском военном округе.
Через полтора месяца, 19 октября 1938 г., уволен из органов НКВД. Арестован 29 октября 1938 года.   Внесен в Список Л. П. Берии – А. Я. Вышинского от 15.2.1939 г. по 1-й категории. Военной коллегией Верховного суда СССР под председательством судьи М. Г. Романычева 2 марта 1939 приговорён к ВМН по ст.ст. 58-1б («измена Родине военнослужащим»), 58 -8 («террор»), 58-11 («участие в антисоветской правотроцкистской организации в НКВД СССР»),  и в ночь следующего дня расстрелян в большой группе осужденных ВКВС СССР. Место захоронения — спецобъект НКВД «Коммунарка».
7 июля 1941 указом ПВС СССР посмертно лишён орденов. В посмертной реабилитации отказано :  определением ВКВС РФ от 9 июля 2013 года признан не подлежащим реабилитации.

### Звания
- капитан государственной безопасности (3 ноября 1936).[7]
- майор государственной безопасности (29 апреля 1937).[8]

### Награды
- орден Красного Знамени (28 декабря 1927).[9]
- знак «Почетный работник ВЧК-ОГПУ (XV)» (20 декабря 1932).[10]
- орден Красной Звезды (22 июля 1937).[11]
- медаль «ХХ лет РККА» (15 октября 1938).[12]